# Borissoglebsk
Borissoglebsk (russisch Борисоглебск) ist eine russische Stadt und Rajon-Zentrum in der Oblast Woronesch. Mit 65.585 Einwohnern (Stand 14. Oktober 2010) ist sie nach Woronesch die zweitgrößte Stadt des Gebietes.

## Geographie
Die Stadt liegt am Südrand der Oka-Don-Ebene entlang der Bahnstrecke Moskau–Wolgograd, etwa 240 km östlich von Woronesch und rund 600 km südöstlich von Moskau. Durch Borissoglebsk fließt der Chopjor-Zufluss Worona. Zu den nächstgelegenen Städten zählen Poworino (21 km südöstlich von Borissoglebsk entfernt) und Nowochopjorsk (43 km südwestlich). Ebenfalls nahe Borissoglebsk verlaufen die Verwaltungsgrenzen der Oblast Woronesch zu den Oblasten Tambow, Saratow und Wolgograd.

## Geschichte
Borissoglebsk ging aus einer Festung hervor, die zum Schutz vor Tataren errichtet worden war. Die Gründung erfolgte nach herrschender Meinung der Heimathistoriker im Jahre 1698, einer anderen Hypothese zufolge bereits 1646. Anfangs hieß die Ortschaft Pawlowskaja krepost („Pawel-Festung“). Sie wurde 1704 in Borissoglebsk umbenannt, nachdem hier die erste Kirche des Ortes errichtet und auf die orthodoxen Heiligen Boris und Gleb geweiht worden war.
1700 wurde in Borissoglebsk auf Gutheißen des Zaren Peter des Großen mit dem Bau einer Werft begonnen. Dort wurde später das in der Gegend reichlich vorhandene Holz zum Bau von Schiffwn und Kriegsschiffen verwendet wurde. Die Lage nahe dem Chopjor-Fluss war hierfür günstig; über den Don kamen die Schiffe an die Flotte am Asowschen Meer.
Ab den 1710er-Jahren verlor Borissoglebsk seine militärische Bedeutung. Stattdessen blühte dort Handel, bei dem landwirtschaftliche Güter über den Chopjor in andere russische Regionen verschifft wurden. Ende des 18. Jahrhunderts zählte die Stadtbevölkerung an die 2000 Einwohner. Borissoglebsk erhielt 1779 Stadtrechte. 
Es wurde in den 1870er Jahren an das russische Eisenbahnnetz angeschlossen und dort entstanden erste Industriebetriebe.
Am 16. Januar 1906 verübte eine Attentäterin am Bahnhof der Stadt einen Anschlag auf den Vizegouverneur von Tambow.
1923 wurde in Borissoglebsk eine Militärfliegerschule gegründet, zu deren Schülern auch später bekannte Piloten wie Waleri Tschkalow, Wiktor Talalichin oder Alexander Ruzkoi gehörten.
Ukrainische Streitkräfte griffen in der Nacht zum 3. Oktober 2024 und in der Nacht zum 5. Juli 2025 den Militärflughafen Borissoglebsk an. 
Laut Berichten ukrainischer Medien erfolgte der Angriff 2024 mittels Kampfdrohnen. Medien berichteten unter Berufung auf Quellen im ukrainischen Geheimdienst SBU, Arsenale mit Gleitbomben, Kampfjets des Typs Suchoi und Treibstoffdepots seien das Ziel gewesen. Bei dem Angriff 2025 sollen laut dem ukrainischen Militär ein Lager für Gleitbomben sowie ein Schulungsflugzeug getroffen worden seien.

### Bevölkerungsentwicklung
| Jahr | Einwohner |
| ---- | --------- |
| 1897 | 22.309    |
| 1926 | 39.788    |
| 1939 | 52.876    |
| 1959 | 54.415    |
| 1970 | 63.733    |
| 1979 | 67.621    |
| 1989 | 72.338    |
| 2002 | 69.392    |
| 2010 | 65.585    |

Anmerkung: Volkszählungsdaten

## Wirtschaft und Verkehr
Heute ist Borissoglebsk Zentrum eines Weizenanbaugebietes mit Verwaltungs- und Bildungseinrichtungen. Bedeutend für die Wirtschaft der Stadt sind unter anderem der Gerätebau, die Herstellung von Ersatzteilen für Landwirtschaftsmaschinen, die Nahrungsmittel- und die Textilindustrie.
Mit der Lage in der Nähe der Fernstraßen R298 und R22 ist Borissoglebsk ein Verkehrsknotenpunkt. Daneben gibt es in der Stadt einen Bahnhof mit Verbindungen u. a. nach Wolgograd oder nach Lipezk.

## Partnerstädte
Seit 1994 unterhält Borissoglebsk eine Städtepartnerschaft mit Delmenhorst in  Deutschland, sowie mit Blansko, Tschechien.

## Söhne und Töchter der Stadt
- Alexander Kuprin (1880–1960), Maler
- Abram Sluzkin (1891–1950), Physiker
- Moses Soyer (1899–1974), US-amerikanischer Maler
- Raphael Soyer (1899–1987), US-amerikanischer Maler, Zeichner und Lithograph
- Nikolai Anossow (1900–1962), Dirigent, Komponist und Musikpädagoge
- Mitrofan Nedelin (1902–1960), Hauptmarschall der Artillerie
- Nikolai Rybnikow (1930–1990), Schauspieler
- Alexei Gerassimow (* 1993), Fußballspieler
- Darja Rogosina (* 1996), Triathletin